# Hanauer Geschichtsverein 1844
Der Hanauer Geschichtsverein 1844 e. V. ist einer der ältesten Geschichtsvereine in Hessen und in Deutschland. Er widmet sich vorrangig der Geschichtsforschung in der Stadt, Grafschaft und späteren Provinz Hanau. Eine besondere Tradition besitzt der Verein als ältester heute noch archäologisch tätiger Verein.

## Geschichte

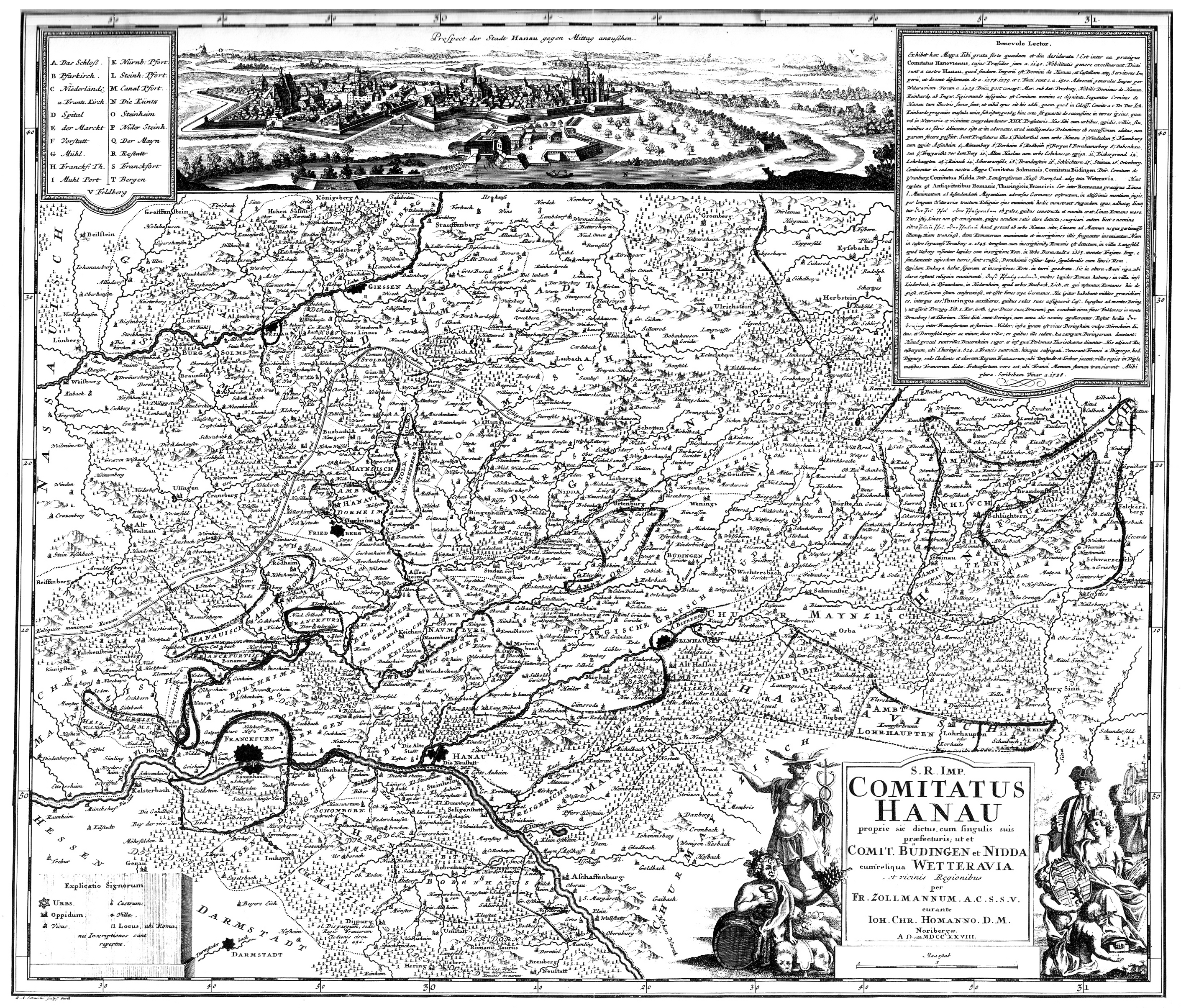
Grafschaft Hanau, Karte von Friedrich Zollmann 1728

### Gründung
Der Verein wurde am 18. September 1844 als Hanauer Bezirksverein für hessische Geschichte und Landeskunde gegründet. In der Anfangszeit bildeten archäologische Themen die Ausnahme, wenngleich der Verein zahlreiche Gräber des Kastell und Vicus Salisberg sicherte, die beim Bau der Frankfurt-Hanauer Eisenbahn entdeckt wurden. Unter dem Vorsitz von Pfarrer Anton Calaminus, Regierungsrat Johann Peter Ruth und Landbaumeister Carl Arnd etablierte sich früh ein Vortragswesen, da sich die Mitglieder der Forschung und zugleich ihrer Dokumentation verpflichtet fühlten. Den Vortragsprogrammen der ersten Vereinsjahre ist zu entnehmen, dass Themen der mittelalterlichen und neuen Geschichte mit hanauer oder hessischem Schwerpunkt dominierten. Die Befreiungskriege und speziell die Schlacht bei Hanau waren beliebte Themen, besonders weil zum damaligen Zeitpunkt noch Zeitzeugen existierten, deren Berichte dokumentiert werden mussten.
Der Verein war bis zu einer Satzungsänderung 1896 Teilverein des Vereins für hessische Geschichte und Landeskunde. Er betrieb von 1874 bis zum Beginn des 20. Jahrhunderts ein kleines Museum im Erdgeschoss des Regierungsgebäudes am Schlossplatz, zusammen mit der Wetterauischen Gesellschaft. Die sehr beengten Verhältnisse konnten erst mit dem Umzug in das Altstädter Rathaus (heute: Deutsches Goldschmiedehaus) behoben werden. Neben den Bodenfunden aus dem Altkreis Hanau besaß der Verein auch Mittel zu Ankäufen, wodurch die Sammlung ebenso wuchs wie durch Nachlässe und Geschenke. 1923 erschien die 1913–1919 erarbeitete Publikation der Hanauer Sammlung als Katalog West- und Süddeutscher Altertumssammlungen.

### Limesforschung
Gegen Ende des 19. Jahrhunderts leistete der Verein besonders in der Archäologie Beträchtliches. Die Tätigkeit, welche der Verein schon vor der Gründung der Reichs-Limeskommission entfaltete, ist eng verbunden mit Reinhard Suchier und Albert Duncker, später Georg Wolff. Der Gymnasiallehrer Duncker führte, unterstützt vom Numismatiker Suchier Grabungen im Kastell Alteburg bei Rückingen durch. Seine Ergebnisse führten zur Widerlegung eines vermuteten Limesverlaufs über den Vogelsberg an den Main („Vogelsberg-Limes“). Während Duncker noch seine These verteidigen musste, wurde die Vogelsberg-Theorie in den 1880er Jahren durch die Entdeckung der Kastelle der Mainlinie (Wörth 1881, Obernburg 1882, Trennfurt 1883 und Stockstadt 1885) endgültig widerlegt. In der Folge gelang Georg Wolff die Entdeckung der Kastelle Großkrotzenburg (1881, 1882 erstmals publiziert) und Marköbel (1884). Im Norden komplettierten die Untersuchungen der Reichs-Limeskommission unter Friedrich Kofler das bis heute mit geringen Abstrichen gültige Bild des Wetterau-Limes.
Mit der Berufung Wolffs nach Frankfurt setzte er seine erfolgreiche Tätigkeit fort, unter anderem durch Grabungen in der Römerstadt Nida-Heddernheim. Er blieb dem Verein aber weiterhin verbunden und hielt Vorträge in Hanau. Später wurde er Ehrenvorsitzender des Vereins. Eine Bronzebüste von Georg Wolff, geschaffen von August Bischoff, steht heute im Historischen Museum Hanau.

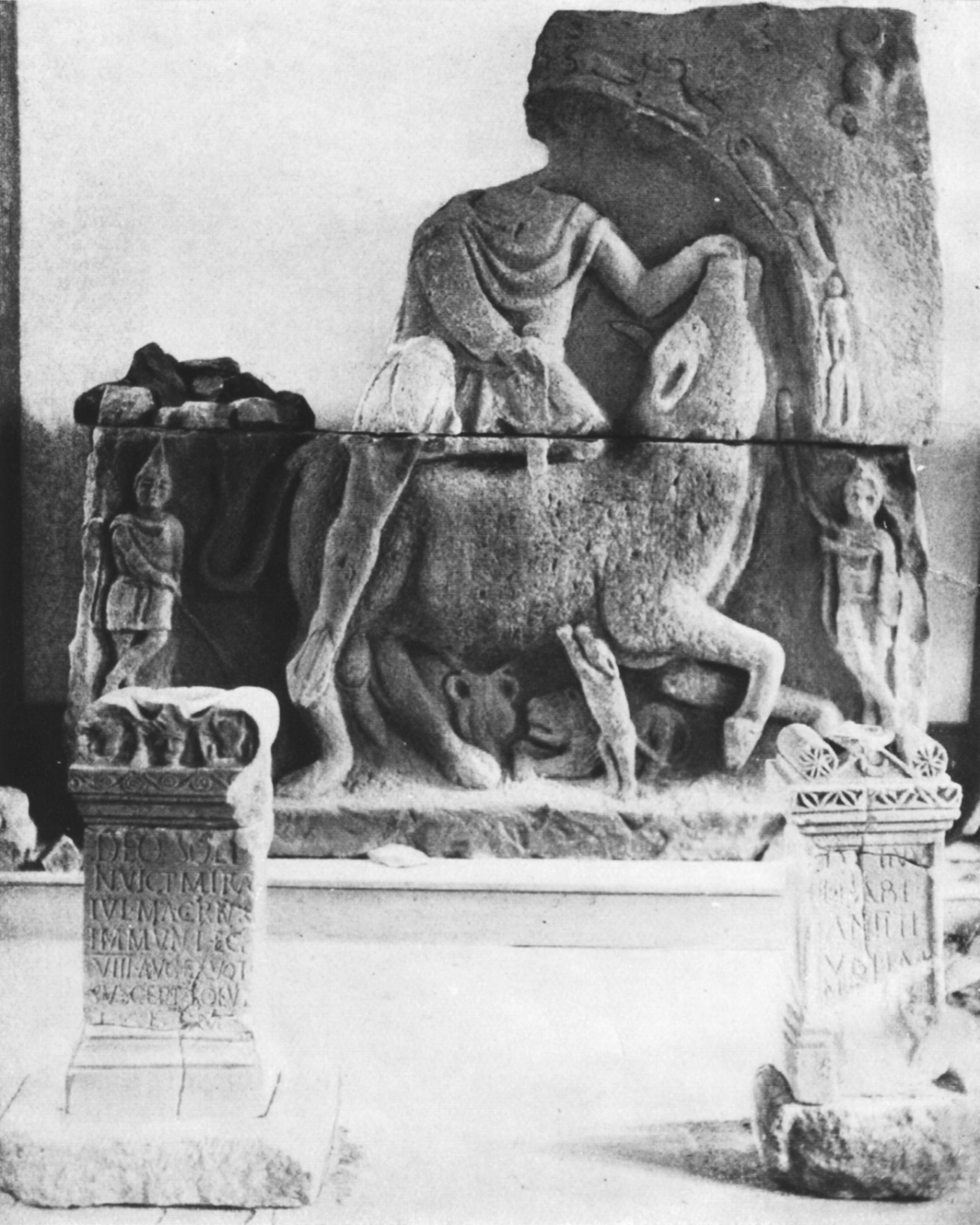
Mit den Funden des Geschichtsvereins im Zweiten Weltkrieg zerstörtes Mithrasrelief aus Großkrotzenburg; Aufstellung im Museum des Vereins im Altstädter Rathaus (ca. 1900 bis 1919)

### Der Geschichtsverein in der NS-Zeit
Nach der Machtübernahme der NSDAP wurde von verschiedenen Seiten eine Gleichschaltung des Geschichtsvereins versucht, die mit der Ernennung des NS-Bürgermeisters Walter Junker zum Vereinsführer 1941 auch vollständig vollzogen war. Junker war damit der einzige Vorsitzende in der Vereinsgeschichte, der nicht gewählt wurde. Der Verein hatte zunächst den Beitritt zum Reichsbund Volkstum und Heimat (1934) und zum Reichsbund für Deutsche Vorgeschichte (1936) abgelehnt. Junker, seit 1937 Hanauer Bürgermeister, förderte die Renovierung der Altstadt sowie die Anerkennung Hanaus als Goldschmiedestadt. Den geeigneten Hebel gegenüber dem Geschichtsverein fand er in den finanziellen Zuwendungen der Stadt für Verein und Museum sowie dem Umzug des Museums vom Altstädter Rathaus in den Fürstenbau des Stadtschloss Hanau. Die Umbenennung des Altstädter Rathauses zum Deutschen Goldschmiedehaus wurde im Oktober 1942 vollzogen. Der Umzug des Museums in die neuen Räume im Stadtschloss erfolgte zunächst mit der römisch-germanischen Abteilung.
Durch den 1943 aus dem Kriegsdienst zurückgekehrten Museumsleiter Hugo Birkner wurden zwischen November 1943 und 1944 zahlreiche Vereinsbestände vor den zunehmenden Luftangriffen ausgelagert, viele davon sogar im Spessart und Vogelsberg in Sicherheit gebracht, darunter besonders die wertvollen Archivalien.
Aufgrund des Bombenkriegs und der Auslagerung von Kulturgütern wurde der Umzug des Museums in das Stadtschloss anscheinend nicht komplett vollzogen. Am 6. Januar 1945 wurden das Stadtschloss bei einem Bombenangriff durch die Royal Air Force zerstört, nur die Außenmauern standen noch. Manche archäologischen Funde aus der Stadt und dem Altkreis und vor allem ein Teil der reichhaltigen Vereinsbibliothek gingen dadurch verloren. Die Steindenkmäler waren zunächst mit dem Lapidarium des Vereins im Altstädter Rathaus verblieben. Dort konnten nur noch kleinere Bruchstücke aus den Trümmern geborgen werden. Trotz der Verluste zahlreicher Bodenfunde gelang es vor allem durch Birkners unermüdliche Arbeit, etwa 80 % der Vereinsbestände über den Krieg zu retten.

### Die Folgen des Zweiten Weltkriegs
In der Nachkriegszeit war es zunächst unmöglich, die Bestände des Vereins museal zu präsentieren. Ab 1955 verfügte der Verein immerhin über Magazinräume im Schloss Philippsruhe. Das dortige Museum wurde offiziell erst 1967 eröffnet. Ohnehin hatte der Verein zunächst andere, vorrangige Ziele. Im Feuersturm nach den Bombenangriffen vom 19. März 1945 waren große Teile der historischen Bausubstanz von Alt- und Neustadt Hanau zerstört worden. Gleichwohl wären zahlreiche der Gebäude zu retten oder wieder aufzubauen gewesen, da ihre Außenmauern noch standen. Unter anderem betraf dies das Stadtschloss, das Stadttheater und das barocke Zeughaus am Freiheitsplatz. Auch das Edelsheimsche Palais sowie ein größeres Stück der mittelalterlichen Mauer der Hanauer Altstadt entlang der Nordstraße standen damals noch.
Der Disput über den Erhalt dieser Kulturdenkmäler mit der Stadtverwaltung und den verantwortlichen Politikern zog sich bis 1956 hin. Entgegen dem von Verein und Denkmalpflege befürworteten Erhalt wurden die meisten dieser Gebäude und Baudenkmäler abgerissen. Vom Stadtschloss blieben nur Teile, wie das Regierungsgebäude (heute Stadtbibliothek), der Wasserturm und der Marstall (Stadthalle) erhalten. Einige der Hanauer Sandsteinbrunnen aus der Renaissance sowie wenige Architekturteile der Altstadt wurden gesichert oder in moderne Gebäude eingefügt. Die Geringschätzung der historischen Substanz hat zur Folge, dass die Hanauer Innenstadt heute zum großen Teil aus eher zweckmäßiger Architektur der 1950er und 1960er Jahre besteht und bis auf wenige Ausnahmen, wie das Goldschmiedehaus, seine frühere Attraktivität komplett eingebüßt hat.

### Der Hanauer Geschichtsverein heute

#### Inhalte
Hugo Birkner hat sich in der Nachkriegszeit weiter der archäologischen Forschung gewidmet. Verstärkt seit Ende der 1970er Jahre wurden durch den Verein regelmäßig archäologische Forschungen im Altkreis Hanau durchgeführt. Der Hanauer Geschichtsverein vermittelt auch heute noch die Geschichte der Stadt und ehemaligen Grafschaft Hanau in Wort und Bild.
Wie zur Zeit der Vereinsgründung machen Vorträge, Publikationen und Studienfahrten heute noch einen wesentlichen Teil der Vereinsarbeit aus. Der Verein ist an zahlreichen Ausstellungsprojekten beteiligt, zuletzt an der überregionalen Ausstellung „die Amerikaner in Hessen“ und der Ausstellung „Kesselstadt – Vom Kastell zum Stadtteil“ (2009). Die Sammlungen des Vereins sind heute elementarer Bestandteil des gemeinsam mit der Stadt Hanau getragenen Historischen Museum Hanau und des archäologischen Museums Schloss Steinheim.
Bibliotheksbestände des Vereins sind gemeinsam mit der Hanauer Stadtbibliothek erfasst und können im dortigen online-Portal als Katalog „HGV-Hanauer Geschichtsverein“ abgefragt werden. Bedeutende Archivalien wie das Dienerbuch des Johann Adam Bernhard oder die Zieglersche Chronik befinden sich ebenfalls im Besitz des Vereins und können über das Stadtarchiv Hanau eingesehen werden.

#### Arbeitsgruppen
Der Verein arbeitet in Räumlichkeiten im Regierungsgebäude am Schlossplatz und im Schloss Philippsruhe. Arbeitsgruppen bestehen zu den Bereichen
- Archäologische Denkmalpflege
- Militärgeschichte
- Familienforschung
- Fahrtengruppe
- AG Kesselstädter Wingert (historischer Weinbau)

#### Ehrungen
- Ehrenplakette der Stadt Hanau in Gold (1978)
- Denkmalschutzpreis des Landes Hessen (2002, für die AG Archäologische Denkmalpflege)
- Bürgerplakette der Stadt Hanau (für die die Lenkungsgruppe Kesselstadt-Jubiläen, 2009)
- Ehrenamtspreis in der Hessischen Denkmalpflege des Hessischen Ministeriums für Wissenschaft und Kunst (2012)
- August-Gaul-Plakette (2019)

## Bedeutende Mitglieder
- Pfarrer Anton Calaminus (1808–1868)
- Pfarrer Jakob Rullmann (1807–1884)
- Johann Daniel Wilhelm Ziegler (1809–1878)
- Reinhard Suchier (1823–1907)
- Friedrich Karl Hausmann (1825–1886)
- Johann Georg Albert Duncker (1843–1886)
- Georg Wolff (1845–1929)
- Ernst Julius Zimmermann (1855–1929)
- Hugo Birkner (1888–1957)
- Ferdinand Kutsch (1889–1972)
- Elisabeth Schmitz (1893–1977)
- Heinrich Bott (1896–1973)
- Günter Rauch (1935–2022)
- Eckhard Meise (* 1940)
- Peter Jüngling (* 1955)
- Martin Hoppe (* 1968)

## Publikationsreihen
- Neues Magazin für Hanauische Geschichte, Jahresschrift (seit 1949, bis 1939: Hanauisches Magazin). ZDB-ID 535233-2
- Hanauer Geschichtsblätter, Monographien/Sammelbände.
- Hanauer Schriften zur Archäologie und Geschichte

## Publikationen (Auswahl)
- Heinrich Bott: Die Professoren der Hohen Landesschule zu Hanau 1665–1812. Vom Hanauer Geschichtsverein seinen Mitgliedern als Vereinsgabe überreicht. [Hanauer Geschichtsverein], [Hanau] 1942.
- Wolfgang Heinemann: Ehrenbuch der Kriegsopfer des 2. Weltkrieges 1939–1945 aus Hanau und den Stadtteilen. Hanau 2006
- Anton Merk, Richard Schaffer-Hartmann, Jens Arndt u. a.: 150 Jahre Hanauer Geschichtsverein. Die Sammlung. Katalog zur Ausstellung, Galerie im Museum Hanau Schloss Philippsruhe, 18. Sept. – 6. Nov. 1994. Museum Hanau Schloss Philippsruhe, Hanau 1994.
- Schriften zur Urgeschichte. Hessisches Landesmuseum Kassel und Hanauer Geschichtsverein. Elwert-Gräfe und Unzer, Marburg o. J.
- 675 Jahre Altstadt Hanau. Festschrift zum Stadtjubiläum und Katalog zur Ausstellung im Historischen Museum der Stadt Hanau am Main. Hrsg. vom Hanauer Geschichtsverein e. V., Hanau 1978, ISBN 3-87627-242-4.

### Hanauer Geschichtsblätter
- seit 1985, eine Übersicht über ältere Publikationen des HGV befindet sich am Ende von Band 29, 1985–
- Bd. 29, 1985: Peter Jüngling: Jäger und Sammler (Wildbeuter) in der Hanauer Region. S. 7–18; Peter Jüngling, Annegret Lüdeck, Stefan Ommert: Bandkeramische Lesefunde von Niederdorfelden. S. 19–22; Peter Jüngling: Eine neue mittelneolithische Siedlungsstelle bei Hanau-Mittelbuchen. S. 23–36; Peter Jüngling: Bronzezeitliche Keramikfunde am Hanauer Salisweg. S. 37–40; Peter Jüngling: Ein bronzezeitliches Gräberfeld im Bruchköbeler Wald bei Hanau. S. 41–102; Peter Jüngling: Urnenfelderzeitliche Siedlungsfunde von Kahl-Emmerichshofen, Landkreis Aschaffenburg. S. 103–106; Peter Jüngling: Germanische Keramik der vorrömischen Zeit aus Maintal-Bischofsheim. S. 107–114; Stefan Ommert: Eine Scherbe der „Frankfurter Relieffirnisware“ aus Erlensee-Rückingen. S. 115–118; Peter Jüngling: Bemerkungen zu einem „römischen Grabfund“ vom Hanauer Salisberg. S. 119–126; Frank Mumme: Notgrabung in einer römischen Villa Rustica bei Hanau-Mittelbuchen. S. 127–150; Peter Jüngling: Zwei völkerwanderungszeitliche Grabfunde aus Karlstein-Dettingen, Landkreis Aschaffenburg. S. 151–162; Peter H. Blänkle: Zu den völkerwanderungszeitlichen Skelettfunden aus Karlstein-Dettingen, Landkreis Aschaffenburg. S. 163–170; Wilhelm B. Kaiser: Die Steinheimer Wallfahrt zum heiligen Kreuz. S. 171–256; Ina Schneider: Zur Geschichte der Hanauer Silberwaren-Manufakturen. S. 257–288; Reinhard Dietrich: Die Wasserleitungen am Kinzigheimer Hof und bei Marköbel. S. 289–298; Reiner Cunz: Der Münzschatzfund von Kilianstädten. Studien zur Ersten Kipper- und Wipperzeit in der Grafschaft Hanau-Münzenberg (1618–1622). S. 299–330; Reinhard Dietrich: Vorbericht zu den Notbergungen am Kinzdorfer Tor der Hanauer Altstadt. S. 331–340; Reinhard Dietrich: Ein Friedhof aus der Belagerungszeit Hanaus 1635/36. S. 341–350; Dietrich Wünsch: Die menschlichen Skelettreste eines Gräberfeldes aus dem Dreißigjährigen Kriege am Freiheitsplatz in Hanau. S. 351–358; Gerd Steinwascher: Schatzsuche im Kloster St. Wolfgang in der Bulau. Ein Schatzgräberprozeß aus dem Jahre 1668. S. 359–370; Jürgen Osterhammel: Menschenbildung und Fabrikstadt. Das Kurfürstliche Gymnasium zu Hanau 1816–1866. S. 371–430; Reinhard Dietrich, Wolfgang Birkenstock: Die kurhessische Verfassung von 1831. S. 431–462; Niklot Klüssendorf: Falsche Münzen und Scheine aus dem Geldumlauf der kurhessischen Provinz Hanau (1841–1867). S. 463–502; Uta Löwenstein: Die Überführung der älteren Hanauer Behördenarchive nach Marburg. S. 503–512; Heinz Kurz, Günter Rauch: Gesamtverzeichnis der in den Periodica des Hanauer Geschichtsvereins erschienenen Beiträge 1860–1984. S. 513–541.
- Bd. 30, 1988: Dirk R. Spennemann: Osteologische Untersuchungen an den tierischen Resten aus einer Siedlung der mittleren Bronzezeit bei Nidderau-Heldenbergen, Main-Kinzig-Kreis. S. 7–36; Dirk R. Spennemann: Zu Produktion und Funktion einiger mittelbronzezeitlicher und römischer Knochengeräte aus Nidderau-Heldenbergen, Main-Kinzig-Kreis. S. 37–54; Peter Jüngling: Zwei bronzezeitliche Funde aus dem Main. S. 55–64; Reinhard Dietrich: Tontrichter der vorrömischen Eisenzeit. S. 65–92; Peter Jüngling, Oliver T. Niedenthal, Hugo Birkner: Zwei römische Töpferöfen im Hanauer Hafengebiet. S. 93–112; Karl Dielmann, Peter Jüngling: Das römische Gräberfeld in Erlensee-Rückingen. Ein Vorbericht zu den Untersuchungen von 1951 und 1960–1962. S. 113–120; Michael J. Klein: Zu den römischen Inschriften aus Großkrotzenburg. Ein unpubliziertes Fragment. S. 121–124: Michael J. Klein: Mithras in Großkrotzenburg. S. 125–134; Michael J. Klein: Römische Fundmünzen aus Großkrotzenburg. S. 135–146; Peter Jüngling: Untersuchungen am römischen Wachturm 5/12 in der Hanauer Bulau. S. 147–156; Dirk J. Schäfer: Eine römische Villa Rustica bei Nidderau-Erbstadt. S. 157–162; Peter Jüngling: Eine römische Fundstelle südwestlich der Wilhelmsbader Basaltsteinbrüche. S. 163–172; Peter Jüngling: Der römische Gutshof und die germanische Besiedlung an der „Kilianstädter Hohl“ bei Hanau-Mittelbuchen. Ein Beitrag zur Völkerwanderungszeit im Hanauer Raum. S. 173–258; Joachim H. Schleifring: Ein Pferdeskelett und weitere Tierknochenfunde aus Hanau-Mittelbuchen. S. 259–268; Joachim H. Schleifring: Spätmerowingische bis frühkarolingische Gräber in römischen Gebäuderesten aus Frankfurt a. M.- Bergen-Enkheim. S. 269–288; Peter Jüngling: Römische und mittelalterliche Funde einer Ausgrabung in Großkrotzenburg. S. 289–326; Reinhard Dietrich: Archäologische Untersuchung der Andreaskapelle des Klosters Schlüchtern. S. 327–334; Reinhard Dietrich: Produktionsabfälle der Hanauer Fayence-Manufaktur. Ein Bodenfund. S. 335–346; Bert Worbs: Buchen – Dorfelden – Windecken. Frühe Burgen in der Grafschaft Hanau. S. 347–404; Alfred Becker, Reinhard Dietrich: Ursprung und Entwicklung der Hanauer Ganggerichte. Ergänzt durch einen Urkundenanhang. S. 405–444; Inge Wolf: Christian Ludwig Hermann. Baudirektor am Hanauer Hof. S. 445–556; Eckhard Meise: Das Altstädter Rathaus zu Hanau als Sitz des Kurfürstlichen Landgerichts (1822–1850). Zugleich ein Beitrag zur Geschichte der Hanauer Behörden im Vormärz. S. 557–590; Helmut Stubbe da Luz: Kurt Blaum (1884–1970). Hanauer Stadtoberhaupt, vor und nach der Hitlerzeit. Skizze einer exemplarischen Oberbürgermeisterbiographie der ersten Hälfte unseres Jahrhunderts. S. 591–646.
- Bd. 31, 1993: Reinhard Dietrich: Die Abdankung Ulrichs V. von Hanau. Ursachen und Folgen. S. 7–33; Uta Löwenstein: „Ein wissen Swan mit eym gulden Snabel zu eym Schawessen“. Festessen am hanauischen Hof im 15. und 16. Jahrhundert. S. 35–90; Daniel Hess: Der ehemalige Hochaltar und die Glasgemälde in der Marienkirche. S. 91–112; Heinrich Bott: Jacques (Jacob) Bongars, Resident des Königs Heinrich IV. von Frankreich bei den Fürsten des Deutschen Reiches, und Philipp Ludwig II. Graf von Hanau. S. 113–122; Reinhard Dietrich: „… wegen geführten großen Staats, aber schlechter Zahlung der Schulden …“. Zur finanziellen Lage der Grafschaft Hanau im 17. Jahrhundert. S. 123–148; Reinhard Dietrich: Hanauer Deduktionsschriften. S. 149–176; Volker Hilberg: Hanauische Münzschatzfunde des 18. Jahrhunderts. S. 177–188; Gerhard Bott: Ein Plan von Franz Ludwig Cancrin für eine Neugestaltung der Brunnenanlage und Gebäude am Guten Brunnen vom Jahre 1772. S. 189–198; Eckhard Meise: Die Schifferfamilie Bein und das Ende des Hanauer Marktschiffs. S. 199–246; Jürgen Osterhammel: Zwischen Spätaufklärung und Neuhumanismus. Die Schulreform des Großherzogs Karl Theodor von Dalberg und die Erneuerung des Hanauer Gymnasiums 1812/13 im Zusammenhang der deutschen Bildungsgeschichte. S. 247–260.
- Bd. 32, 1994: Klaus Hoffmann: Die Schloß- und Parkanlagen von Philippsruhe im 19. Jahrhundert unter besonderer Berücksichtigung der beiden Umgestaltungsphasen von 1826–1829 und 1875–1880. S. 1–533.
- Bd. 33, 1994: Karl Ludwig Krauskopf: 150 Jahre Hanauer Geschichtsverein. S. 1–364.
- Bd. 34, 1996: Reinhard Dietrich: Die Landes-Verfaßung in dem Hanauischen. Die Stellung der Herren und Grafen in Hanau-Münzenberg aufgrund der archivalischen Quellen. S. 1–473.
- Bd. 35, 1997: Karl-Heinz Ruth: Die Finanzwirtschaft der Stadt Hanau von 1936 bis 1954. S. 1–654.
- Bd. 36, 1998: Ulrike Heilmann: Energie und Trinkwasser für Lebensqualität. Die Entwicklung der Stadtwerke Hanau. S. 1–628.
- Bd. 37, 1999: Eckhard Meise: Konversion und Assimilation. Taufen von Menschen fremder Konfessionen in Hanau bis ins 19. Jahrhundert. S. 1–388.
- Bd. 38, 2000: Ulrike Heilmann: 275 Jahre Hanauer Anzeiger. Spiegel der Geschichte. S. 1–354.
- Bd. 39, 2001: Eckehard Gottwald: Hanauer Notgeld. S. 1–396.
- Bd. 40 Willi Klein: Zur Geschichte des Mühlenwesens im Main-Kinzig-Kreis.
- Bd. 41 Manfred von Gall: Hanauer Journale und Briefe aus dem Amerikanischen Unabhängigkeitskrieg 1776–1783 der Offiziere Wilhelm Rudolph von Gall, Friedrich Wilhelm von Geismar, dessen Burschen (anonym), Jakob Heerwagen, Georg Paeusch sowie anderer Beteiligter.
- Bd. 42 Der Jüdische Friedhof in Hanau.
- Bd. 43 Edgar Thielemann: Fremd- und Zwangsarbeiter in Hanau 1939–1945.
- Bd. 44 Georg-Wilhelm Hanna: Ministerialität, Macht und Mediatisierung. Die Ritteradligen von Hutten.
- Bd. 45 Erhard Bus, Martin Hoppe: Der Dreißigjährige Krieg in Hanau und Umgebung.
- Bd. 46 Holger Th. Gräf, Lena Haunert: Von Irokesen, Canadiensern – das Hildebrandt-Tagebuch aus dem Amerikanischen Unabhängigkeitskrieg.
- Bd. 47 Hanau in der Epoche Napoleons. (2014)
- Bd. 48 Hans-Günter Stahl: Der Luftkrieg über dem Raum Hanau 1939–1945. (2015)
- Bd. 49 Markus Häfner: Jede Stadt braucht ihr Gesicht. Der Wiederaufbau der Stadt Hanau nach 1945. (2015)
- Bd. 50 Nachrichten aus einer unruhigen Zeit. Hanau in den ersten Jahrzehnten des 19. Jahrhunderts. (2016)
- Bd. 51 Christian Ottersbach: Die Burgen der Herren und Grafen von Hanau (1166-1642). (2018)
- Bd. 52 Markus Häfner: Stadtoberhaupt aus Leidenschaft - Leben und Wirken von Eugen Gebeschus - Hanauer Oberbürgermeister 1893-1916. (2018)
- Bd. 53 Heiner Boehncke und Hans Sarkowicz: Märchen und so viel mehr. Eine Hanauer Literaturgeschichte. (2021)

### Hanauer Schriften zur Archäologie und Geschichte
- Bd. 1 Peter Jüngling (mit Beiträgen von Erwin Hahn, Günter Lange und Renate Rabenstein) (2004): Hanau-Kesselstadt. Zur Archäologie einer Pfarrkirche in Hanau.
- Bd. 2 Peter Jüngling (mit Beiträgen von Barbara Hollack, Betty Müller und Frank Schmidt) (2004): „Diese Capell steht noch heutzu tag …“ Beiträge zur Geschichte der Marienkapelle von Hirzbach, Gemeinde Hammersbach, Main-Kinzig-Kreis.
- Bd. 3 Peter Jüngling (mit einem Beitrag von Fritz Gunkel) (2020): Die Ausgrabung in der ev. Pfarrkirche von Erlensee-Langendiebach
- Bd. 4 Nadine Zimmer (2012): Die „vergessenen“ Gräber von Galgenbruch und Teufelskaute. Hügelgräberbronze- und urnenfelderzeitliche Grabfunde von Hanau-Steinheim und Mühlheim-Dietesheim.
- Bd. 5 Christoph Lindner (2019): Zwei römische Kleinkastelle in Hanau-Mittelbuchen.
- Bd. 6 Peter Jüngling (mit Beiträgen von Peter H. Blänkle und Andreas Scherer) (2020): Beiträge zur Archäologie und Geschichte im Hanauer Raum.
- Bd. 7 Peter Jüngling (2021): Ein kurzer Blick in Hanaus Vergangenheit - Ausgrabung im Herzen der Altstadt. Archäologische Forschung am Goldschmiedehaus in Hanau.